# Остров Фуругельма
Остров Фуругельма — остров в юго-западной части залива Петра-Великого Японского моря, в 110 км к юго-западу от Владивостока. Самый южный остров Российской Федерации. Административно относится к Хасанскому району Приморского края.

## История
Остров был описан 10 мая 1854 года моряками фрегата «Паллада», и назван по фамилии И. В. Фуругельма, капитана транспорта «Князь Меншиков», принадлежавшего Российско-Американской компании.
После 1922 года с появлением рыболовецких колхозов и предприятий государственного лова, на острове разместили несколько рыболовецких участков. Наибольшую известность остров приобрёл после открытия зверофермы, на которой впервые звероводы-селекционеры начали выращивание голубых норок. Первое время всё было хорошо. Потом пушной зверь передушил почти всех местных птиц. И от идеи отказались, а птичьи колонии восстанавливались очень долго.
После обострения отношений с Японией началось создание береговой обороны Фуругельма. Была введена артиллерийская батарея и несколько противодесантных укреплений. В августе 1945 года, на заключительном этапе Второй мировой войны, с острова Фуругельма вёлся артиллерийский огонь по японским позициям на территории Кореи для поддержки наступающих советских войск. В боевом состоянии береговая оборона острова поддерживалась и во время корейской войны. В конце 70-х годов военный гарнизон был расформирован.
В настоящее время постоянное население на острове отсутствует. С 24 марта 1978 года территория острова принадлежит Дальневосточному морскому заповеднику. В бухте Западной расположен кордон южного сектора заповедника.

## География
Остров Фуругельма — самый южный остров Приморья и всей России, наряду с островом Веры, расположенным на той же широте. Находится почти у самой границы с Северной Кореей, в связи с чем получил название «последний русский остров».
Около 2,5 км в длину и 1,5 км в ширину, максимальная высота 120 м. Берега скалистые и обрывистые. Окаймлён отмелью с глубиной менее 10 м, на которой лежат надводные, осыхающие и подводные камни. С западной стороны его опоясывают небольшие бухточки со стоящими в воде каменными колоннами.

## Природа

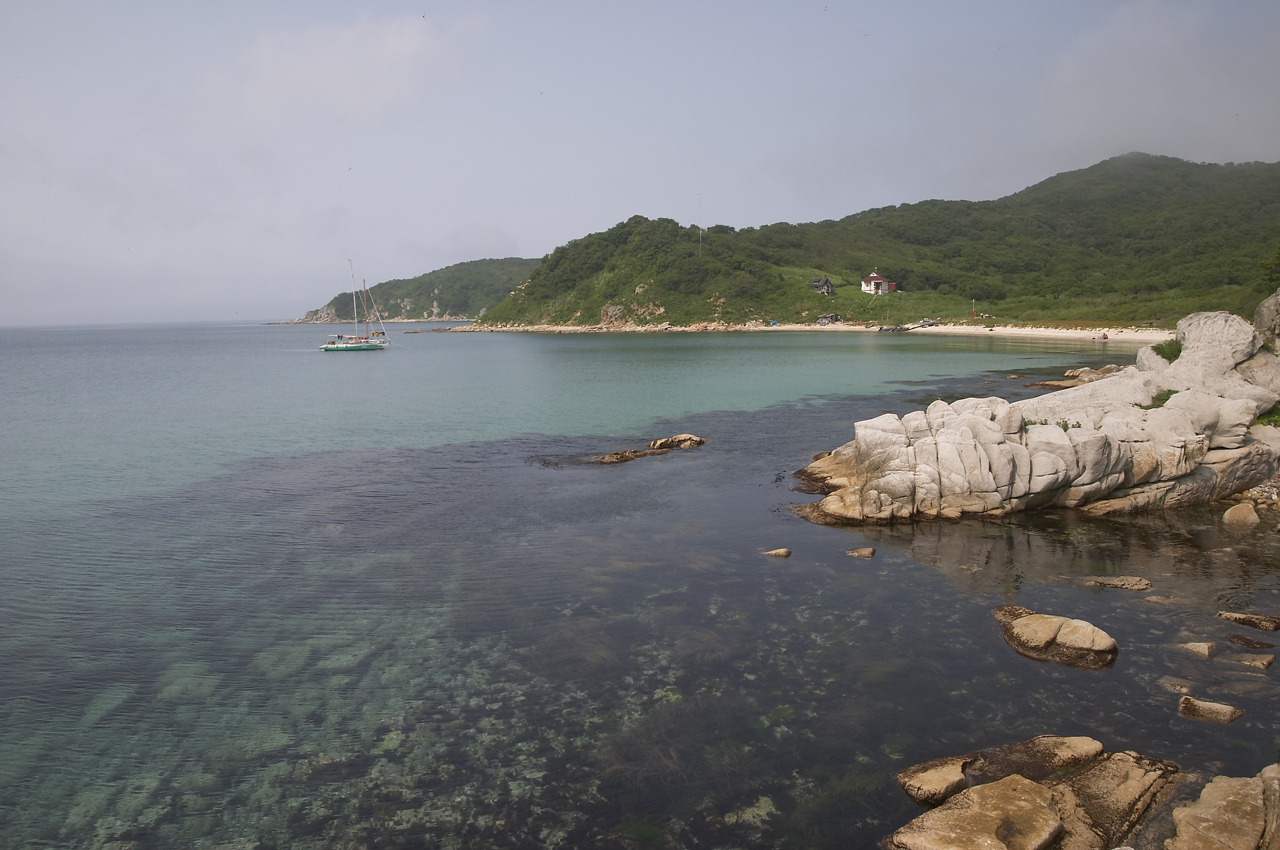
Остров Фуругельма. Бухта Западная

Остров известен своими птичьими базарами. Так, колония чернохвостых чаек насчитывает более 50 000 птиц. С ней соседствуют поселения очковых чистиков и тонкоклювых кайр. Остров также служит местом отдыха некоторых перелётных птиц, занесенных в Красную книгу России, таких как буревестники, орланы, поморники и розовые чайки.
Всего на острове зарегистрировано более 300 видов птиц, 80 из них гнездятся. Встречаются краснокнижные виды: японский и даурский журавли, чёрный гриф, орлан-белохвост, беркут и сокол-сапсан. Самые крупные из ныне известных в мире колоний японского баклана и чернохвостой чайки расположены на этом острове. Всего же морских колониальных птиц в мае-июне на острове собирается до 100 тысяч особей.
Среди млекопитающих на острове встречаются полевая мышь и большая (дальневосточная) полёвка.
Из наземных пресмыкающихся обнаружены в небольшом количестве японский уж и узорчатый полоз.
На Камнях Михельсона недалеко от острова живут тюлени.
На песчаном дне бухточек острова Фуругельма существуют колонии гребешков, самых крупных в Приморье.

## Климат
Самый холодный месяц — январь, самый тёплый месяц — август. Вода в августе может прогреваться до 23—25 °C.
| Показатель              | Янв. | Фев. | Март | Апр. | Май  | Июнь | Июль | Авг. | Сен. | Окт. | Нояб. | Дек. | Год  |
| ----------------------- | ---- | ---- | ---- | ---- | ---- | ---- | ---- | ---- | ---- | ---- | ----- | ---- | ---- |
| Абсолютный максимум, °C | 2,5  | 2,5  | 2,8  | 7,3  | 11,1 | 18,2 | 22,4 | 24,9 | 22,1 | 17,4 | 12,2  | 8,3  | 24,9 |
| Средняя температура, °C | 1,5  | 0,7  | 0,4  | 3,2  | 7,8  | 12,7 | 16,8 | 21,4 | 19,7 | 14,3 | 6,9   | 2,9  | 9,0  |
| Абсолютный минимум, °C  | −0,7 | −1,1 | −0,4 | −0,4 | 4,0  | 7,1  | 12,0 | 16,0 | 13,4 | 8,0  | 2,8   | −1,3 | −1,3 |